# Ciclopentanoperhidrofenantren

Ciclopentanoperhidrofenantren cu trei inele ciclohexanice A, B, C şi un inel ciclopentanic D

Ciclopentanoperhidrofenantrenul este o hidrocarbură tetraciclică cu trei inele ciclohexanice și un singur inel ciclopentanic, de la care derivă steroizii (hormonii steroidieni). Sinonime: perhidrociclopentanofenantren, steran.